# Aincourt
 Aincourt  es una población y comuna francesa, en la región de Isla de Francia, departamento de Valle del Oise, en el distrito de Pontoise y cantón de Magny-en-Vexin.

## Historia
Durante la Segunda Guerra Mundial se instaló en la comuna, ocupando los edificios del antiguo sanatorio de Aincourt, un campo de internamiento nazi de presos políticos .

## Demografía
| 380 | 376 | 376 | 330 | 362 | 368 | 379 | 367 | 383 | 390 | 418 | 413 | 425 | 391 | 381 | 404 | 409 | 404 | 323 | 292 | 230 | 246 | 320 | 765 | 357 | 1016 | 567 | 595 | 530 | 709 | 622 | 657 |
| Para los censos de 1962 a 1999 la población legal corresponde a la población sin duplicidades (Fuente: INSEE [Consultar]) |     |     |     |     |     |     |     |     |     |     |     |     |     |     |     |     |     |     |     |     |     |     |     |     |      |     |     |     |     |     |     |